# Syntenia
Syntenia – występowanie loci co najmniej dwóch genów na jednym chromosomie niezależnie od tego, czy są ze sobą sprzężone (tj. o częstości rekombinacji poniżej 50%) lub rozchodzą się niezależnie, czy też nie. Termin „syntenia” został wprowadzony w 1971 roku przez Johna Renwicka. W języku greckim oznacza „ta sama nić” (lub „taśma”). Konieczność jego wprowadzenia wynikła z nowych wówczas metod mapowania genów przy użyciu somatycznych hybryd komórkowych.
W genomice pojęcie „syntenia” bywa używane do określenia występowania genów w tej samej kolejności w różnych genomach. Takie zastosowanie jest jednak sprzeczne z oryginalną definicją tego terminu, dlatego terminem bardziej odpowiednim dla genomicznego rozumienia syntenii może być kolinearność.